# Тевес, Карлос
Ка́рлос Альбе́рто Марти́нес Те́вес (исп. Carlos Alberto Martínez Tévez; род. 5 февраля 1984, Буэнос-Айрес) — аргентинский футболист, выступавший на позиции нападающего; тренер.

## Ранние годы
Карлос Альберто Тевес (урождённый Карлос Альберто Мартинес) родился в семье Хуана Альберто Кабраля и Фабианы «Трины» Мартинес в небогатой семье в районе Сьюдадела. В возрасте 6 месяцев мать покинула семью, и отец остался один. Когда Карлосу было 6 лет, его отец был убит, получив 23 пули. Помимо Карлоса в семье был ещё сын, Хуан Альберто Мартинес, и дочь Патрисия Мартинес. После смерти отца, Карлоса усыновила его тётка, Адриана Ноэми Мартинес, и её муж, Сегундо Раймундо Тевес. Они это сделали несмотря на то, что были очень бедными; у них самих было четверо детей — Дебора Хиселль, Диего Даниэль, Мигель Анхель и Рикардо Ариэль.
Его детство прошло в одном из самых неблагополучных и криминогенных пригородов Буэнос-Айреса Эхерсито-де-лос-Андес (Ejército de los Andes), более известном как «Фуэрте-Апаче» (Fuerte Apache, такое прозвище района произошло от названия фильма Пола Ньюмена «Форт Апач, Бронкс»), и отсюда Карлос получил своё прозвище «Апач». У него был выбор, футбол или преступность; Тевес выбрал первое, позже сказав, что этот вид спорта спас его.

В детстве я старался никогда не выходить на улицу один, потому что это было крайне опасно. По ночам наш район напоминал Бейрут в самый разгар гражданской войны — крики, стрельба, вой полицейских сирен. Когда шальные пули залетали в наши окна, мы падали на пол и молились. А на следующий день я как ни в чём не бывало шёл в школу или на тренировку, нередко обходя по пути тела убитых ночью людей. По нашему району вечно бродили пьяные и обкуренные типы. Их жизнь вращалась вокруг спиртного или наркотиков. Многие промышляли воровством и называли это «лёгкими деньгами», потому что они тут же уходили на выпивку или наркотики. Эти люди просыпались утром без денег и вновь шли воровать. Когда не нужно было идти в школу, мы с друзьями с утра до вечера гоняли мяч. Кстати, своего мяча у нас не было, поэтому приходилось брать взаймы. Я играл с четырьмя щитками на ногах: два защищали лодыжки и два — икроножные мышцы. Хуже всего было с обувью. Бутсы были такими тесными, что у меня постепенно перестали расти пальцы на ногах. Наше «поле» находилось на краю свалки. Играть приходилось в буквальном смысле слова с риском для жизни. Площадка была усеяна грязными шприцами и битым стеклом. Приходилось проявлять чудеса ловкости, чтобы не порезаться и не заболеть потом чем-нибудь вроде столбняка. Играли мы зачастую не просто так, а на кока-колу или карманные деньги. Отлично помню, как мы после победы покупали на выигранные деньги хлеб и холодное мясо и тут же, на поле, всё съедали.

Его первым молодёжным клубом стал «Олл Бойз», в котором он играл под фамилией Мартинес. Позднее он был вынужден взять себе фамилию матери из-за конфликта между «Олл Бойз» и «Бока Хуниорс», когда первый клуб отказал футболисту в переходе в «Боку».
У Тевеса есть серьёзный шрам, идущий от правого уха вниз по шее и до груди. Он получил его в возрасте десяти месяцев, когда «исследовал» кухню и неосторожно уронил на себя чайник с кипятком. Это вызвало ожог третьей степени правой стороны груди и шеи, который пришлось залечивать почти два месяца. Сегодня шрамы — очень заметная особенность Тевеса. Он отказывается сводить их, заявляя, что они представляют собой некое связующее звено между его прошлым и настоящим.

## Клубная карьера

### «Бока Хуниорс» (2001—2005)
Тевес начал свою профессиональную карьеру в «Бока Хуниорс» в возрасте шестнадцати лет. В первый раз он вышел на поле 21 октября 2001 года в матче против «Тальерес». В составе аргентинского клуба Тевес достиг заметного успеха. Он выиграл аргентинскую Примеру (2003), Кубок Либертадорес (2003), Южноамериканский кубок (2004) и Межконтинентальный кубок (2003). В 2003 и 2004 годах Карлос признавался лучшим футболистом года в Южной Америке и в Аргентине. Помимо этого, в 2004 году он был также признан и лучшим спортсменом года.
Карлос Тевес заявил, что мечтает закончить свою карьеру в «Бока Хуниорс», после того как вернётся из Европы.

### «Коринтианс» (2005—2006)
В декабре 2004 года Тевес перешёл в бразильский клуб «Коринтианс» за 19,5 млн долларов. Переход Тевеса в «Коринтианс» стал самым громким трансфером за всю историю южноамериканского футбола. Первоначально Тевес не был хорошо встречен болельщиками «Коринтианса» — включая президента Бразилии Лулу да Силва. Однако вскоре он стал капитаном и звездой команды, которая под его руководством выиграла в 2005 году чемпионат Бразилии. По окончании сезона Тевес был признан лучшим игроком турнира, став первым со времён легендарного Элиаса Фигероа небразильским футболистом, удостоившимся этой награды. Кроме того, Тевес повторил ещё одно достижение знаменитого чилийца, став лучшим футболистом года в Южной Америке в третий раз подряд. Во время игры за «Коринтианс» Тевес продемонстрировал высокую результативность, забив 46 голов в 75 матчах.

### «Вест Хэм Юнайтед» (2006—2007)
23 августа 2006 года издание «Sky Sports» объявило, что Тевес решил закончить своё выступление за «Коринтианс». В статье говорилось, что он, вероятно, отправится в Европу, в «Челси» или «Манчестер Юнайтед». Но 31 августа, в день закрытия европейского трансферного окна, Тевес сообщил на своём веб-сайте, что он и Хавьер Маскерано переходят в «Вест Хэм Юнайтед» за 12 млн фунтов стерлингов. Эта сделка шокировала футбольный мир и породила множество слухов в прессе относительно истинной природы и условий трансфера.
После прибытия Тевеса и Маскерано «Вест Хэм» не мог победить в девяти играх подряд (одна ничья и восемь поражений), включая семь матчей, в которых команда не смогла забить ни одного гола. 5 октября 2006 года главный тренер сборной Аргентины Альфио Базиле предложил обоим игрокам покинуть «Вест Хэм». Однако через три дня Тевес сообщил прессе, что он собирается остаться с «молотобойцами» «на продолжительное время».
17 декабря 2006 года в прессе были опубликованы высказывания Тевеса, в которых он критиковал главного тренера «Вест Хэма» Алана Пардью и выражал недоумение по поводу его слишком поздней отставки.
6 января 2007 года «Вест Хэм» сыграл первый матч под руководством нового тренера Алана Кербишли. Команда встречалась с «Брайтон энд Хоув Альбион» в рамках 3-го раунда розыгрыша Кубка Англии. Тевес вышел на поле с первых минут и помог своей команде разгромить соперника со счётом 3:0.
Тевес забил свой первый гол за «Вест Хэм» 4 марта 2007 года в матче против «Тоттенхэма», после великолепного исполнения штрафного удара. Он также сделал две голевые передачи, что, впрочем, не спасло его команду от поражения со счётом 4-3. 31 марта 2007 года в матче против «Мидлсбро» Тевес обеспечил «Вест Хэму» победу со счётом 2-0, забив один гол и выдав голевую передачу Бобби Заморе, после чего его признали лучшим игроком матча.
В апреле 2007 года аргентинец получил титул игрока года от газеты «Hammers News» и коллег по команде. 28 апреля он вдохновил «Вест Хэм» на победу над «Уиганом» со счётом 3-0. В следующем матче Премьер-лиги 5 мая 2007 года против «Болтона» Тевес вновь практически в одиночку обеспечил «Вест Хэму» победу, забив в ворота соперника два мяча и сделав голевую передачу.
В заключительном туре Премьер-лиги 13 мая 2007 года в матче против уже завоевавшего чемпионство «Манчестер Юнайтед» Тевес забил единственный гол в игре и тем самым спас свою команду от вылета из Премьер-лиги.

### «Манчестер Юнайтед» (2007—2009)
Переход Тевеса в «Манчестер Юнайтед» был сопряжён с большими трудностями, поскольку первоначально руководство «Вест Хэма» не хотело освобождать аргентинца от клубной регистрации. Оба клуба должны были оспорить права на Тевеса в суде, назначенном на 22 августа, однако «Вест Хэм» вскоре пришёл к соглашению с владельцем контракта футболиста, компанией «Media Sports Investments» (MSI). Согласно ему, компания обязалась выплатить клубу 2 млн фунтов стерлингов, взамен чего он освобождал Тевеса от регистрации.
Расторгнув контракт с «молотобойцами», Тевес согласовал условия своей двухгодичной аренды с «Манчестер Юнайтед», подписав новый контракт 10 августа 2007 года.
Уже через пять дней, 15 августа 2007 года аргентинец дебютировал за «Юнайтед», выйдя на замену в матче против «Портсмута». В этой игре он отметился голевой передачей на Пола Скоулза, что позволило сделать итоговый счёт матча 1-1. Свой первый гол за «Юнайтед» Тевес забил 23 сентября 2007 года в победном домашнем поединке против «Челси».
23 октября Тевес впервые принял участие в Лиге чемпионов, сыграв в выездном матче против киевского «Динамо». «Манчестер Юнайтед» удачно прошёл групповой раунд и 20 февраля 2008 года встретился в выездном мачте с «Лионом». Французы, благодаря голу Карима Бензема, почти всю игру вели в счёте 1-0, однако на последних минутах основного времени Тевес сумел забить важный гол, обеспечивший его команде преимущество в ответной встрече. 9 апреля в матче против «Ромы» (четвертьфинал Лиги чемпионов) аргентинец воспользовался на 70-й минуте передачей Оуэна Харгривза и ударом головой в падении отправил мяч в сетку ворот Дони. Этот гол закрепил победу «Манчестер Юнайтед» со счётом 3-0 по сумме двух матчей.
19 апреля 2008 года Тевес вновь сравнял счёт на последних минутах в матче против «Блэкберна», принеся своей команде важнейшее очко в рамках борьбы за чемпионское звание с лондонским «Челси». В следующем туре «Манчестер Юнайтед» проиграл лондонцам, сравнявшись с ними по набранным очкам, но существенно опережая по разнице забитых и пропущенных мячей. Для завоевания титула «красным дьяволам» необходимо было побеждать в двух оставшихся матчах. 3 мая Тевес сыграл в домашнем мачте против своего бывшего клуба, «Вест Хэм Юнайтед». Встреча закончилась разгромом «молотобойцев» со счётом 4-1, при этом Тевес стал автором одного из голов, забив его фантастическим ударом с 35 метров. Аргентинец не стал бурно праздновать этот гол, чем вызвал одобрение болельщиков обеих команд.
11 мая 2008 года Тевес принял участие в выездном матче против «Уигана». Эта встреча принесла ему первый титул чемпиона Англии, после того, как «Манчестер Юнайтед» победил со счётом 2-0. Он стал вторым в сезоне (после Криштиану Роналду) бомбардиром своей команды в Премьер-лиге, имея на счету 14 голов.
Через десять дней, 21 мая, Тевес вышел на поле в финале Лиги чемпионов против «Челси», проходившем в Москве. «Манчестер Юнайтед» вырвал победу в серии послематчевых пенальти, первый из которых реализовал Тевес. Таким образом, в первом же сезоне за клуб аргентинец стал обладателем самого престижного европейского трофея.

### «Манчестер Сити» (2009—2013)
30 июня 2009 года срок действия арендного договора между «Media Sports Investments» (MSI) и «Манчестер Юнайтед» истёк, и Тевес покинул клуб на правах свободного агента. Через две недели, 14 июля, он перешёл в «Манчестер Сити», подписав с клубом пятилетний контракт. Главный тренер «горожан» Марк Хьюз прокомментировал этот трансфер: «Это великолепные новости, Карлос — это игрок мирового уровня, который поможет нашей команде двигаться вперёд». Аргентинец выбрал себе такой же номер (32-й), как и в «Манчестер Юнайтед».
На протяжении своего первого сезона в «Манчестер Сити» Тевес был трижды признан игроком месяца в клубе, а также удостоился престижной награды игрока месяца английской Премьер-лиги. По окончании сезона был признан лучшим игроком года в клубе, получив две престижные награды: «Игрок года по версии игроков» и «Игрок года по версии болельщиков». В интервью Тевес сказал следующее: «Я очень, очень счастлив, что завоевал эти награды. Я благодарен клубу, персоналу и особенно поклонникам за поддержку, которую они оказывали мне в этом сезоне».
В сезоне 2010/11 Тевес был назначен капитаном «Манчестер Сити». В декабре в матче с «Болтон Уондерерс», Карлос забил гол (оставшийся единственным во встрече) и был заменён, что ему очень не понравилось. В том же месяце он письменно попросил руководство «Сити» выставить его на трансфер, но клуб на это не пошёл. Сам аргентинец ещё раз сказал, что хочет покинуть клуб из-за разрыва взаимоотношений с некоторыми руководителями и сотрудниками команды. В том же году он сказал, что скоро покинет футбол: «Я больше не хочу играть. Я не только устал от футбола, но и от людей, которые работают в нём и думают только о деньгах. Мне не нравится всё это. Молодые футболисты думают, что добились чего то, купив два мобильных телефона и собственный дом. В футбольном бизнесе есть много плохих людей, и с ними нужно бороться. Я поиграю в Европе ещё года три или четыре, а потом завершу карьеру. Иногда мне так хочется вернуться к старой жизни по соседству с Фуэрте Апаче». 5 февраля 2011 года, в день своего рождения, Тевес забил 3 мяча, поражая ворота «Вест Бромвич Альбион»; благодаря этому аргентинец стал вторым футболистом в истории Премьер-лиги, делавшим хет-трик в день своего рождения.
28 сентября 2011 года, по словам главного тренера Роберто Манчини, Тевес отказался выйти на замену во время игры Лиги чемпионов с мюнхенской «Баварией». Хотя сам футболист отказался это признать и объяснил ситуацию непониманием, клуб отстранил футболиста от тренировок на две недели и оштрафовал на 1,5 млн фунтов стерлингов, а главный тренер «Сити», Роберто Манчини, сказал: «Карьера Тевеса в „Манчестер Сити“ закончилась. Во всяком случае, до тех пор, пока я являюсь главным тренером». Сам футболист извинился перед болельщиками клуба, однако те не простили игрока и публично сожгли его чучело. Более того, болельщики «Сити» и «Юнайтед» объединились и в преддверии дерби двух клубов, сделали акцию «Trash your Tevez shirt» («Выбросите свою футболку Тевеса»): они запустили мусоровозы с символикой обоих клубов, куда выкидывали футболки футболиста. Сам Карлос спустя 4 месяца сказал: «Я разминался в первом тайме и готов был выйти на поле в Мюнхене. Манчини решил выпустить де Йонга вместо Джеко. Это была оборонительная замена. Я не понял этого решения. Джеко спорил с Манчини. Тренер был расстроен этим разговором с Джеко. Затем он посмотрел на меня и сказал идти разминаться. Манчини сказал мне много всяких вещей, но я не понимаю, почему. Я расслабился и говорил с Пабло Сабалетой. У меня никаких проблем не было. Я не отказывался играть, я отказался разминаться. Клуб провёл расследование, а потом оштрафовал меня. Но я хочу, чтобы люди знали правду. В „Манчестер Сити“ этого не хотят». В декабре «Сити» договорился о переходе Тевеса в «Пари Сен-Жермен» за 26 млн евро, однако сам форвард отказался переходить во французскую команду. Также у Карлоса был вариант с переходом в «Милан», куда стремился сам футболист, но стороны после долгих переговоров так и не смогли прийти к совершению сделки. Но потом Тевес стал выходить и забивать. Когда Балотелли отбывал наказание в виде дисквалификации на 3 матча, Карлос заменил его в составе и в первом же матче оформил хет-трик.

### «Ювентус» (2013—2015)
26 июня 2013 года официальный сайт «Ювентуса» сообщил о подписании трёхлетнего контракта с Тевесом. В новом клубе аргентинец получил 10-й номер, под которым до него играл легенда клуба Алессандро Дель Пьеро. По сообщениям СМИ сумма трансфера составила €12 млн.
В первом официальном матче за «Ювентус», в матче за Суперкубок Италии против римского «Лацио» забил свой первый мяч. В первой же игре серии А 2013/14 года против «Сампдории» забил единственный за игру мяч, который принёс победу «Ювентусу». Через неделю, во втором туре Серии А вновь против «Лацио» забивает очередной гол, этот гол позволяет достичь рекорда Роберто Баджо три гола в первых трёх официальных матчах. 15 декабря 2013, Тевес забил свой первый хет-трик за «Юве» в матче против «Сассуоло» на «Ювентус стэдиуме». 23 февраля 2014 года, он забил единственный победный гол за Юве в «Дерби делла Моле» против «Торино». Сезон 2013/14 он закончил как лучший бомбардир команды с 21 голом во всех соревнованиях, а также был назван «Игроком года» в «Ювентусе». В гонке бомбардиров Серии А с 19 голами стал третьим после Чиро Иммобиле и Луки Тони.
В сезоне 2014/15 Карлос Тевес регулярно играл в основном составе «Ювентуса» и забил 20 голов в Серии А, дошёл вместе с командой до финала Лиги чемпионов.

### «Бока Хуниорс» (2015—2016)
26 июня 2015 года «Бока Хуниорс» объявил о возвращении Карлоса Тевеса в аргентинский клуб. «Ювентус» запрашивал € 6,5 млн за переход футболиста. Презентация Тевеса состоялась 13 июля на стадионе «Бомбонера» в присутствии более 40 тысяч зрителей. На церемонии также присутствовал Диего Марадона. Тевес вернулся в свой первый клуб, чтобы осуществить свою мечту выиграть чемпионат Аргентины.

### «Шанхай Шеньхуа» (2016—2018)
29 декабря 2016 года перешёл в «Шанхай Шеньхуа», став самым высокооплачиваемым игроком в мире. Годовой оклад в китайском клубе составил 40 миллионов евро. В контракте прописана возможность досрочного возвращения Тевеса в «Бока Хуниорс». В этом случае аргентинцы обязаны вернуть «Шанхай Шеньхуа» 60 % стоимости трансфера.
В первом матче с Тевесом «Шанхай Шеньхуа» проиграл австралийскому «Брисбен Роар» (0:2) и вылетел из квалификации азиатской Лиги чемпионов. Спустя два месяца после трансфера в СМИ появилась информация, что Карлос разочарован жизнью в Китае. Сообщается, что форвард не может привыкнуть к китайской еде, привычкам и образу жизни.
5 марта в матче против «Цзянсу Сунин» Карлос дебютировал за новую команду в чемпионате. В этом поединке аргентинец реализовал пенальти и сделал две результативные передачи.
В конце мая Карлос дал интервью китайскому изданию, в котором поделился впечатлениями о местном футболе:

Не думаю, что китайские клубы будут способны конкурировать с любыми ведущими командами из Европы. Даже если им удастся подписать лучших игроков, здесь совсем другой футбол и другая поддержка болельщиков. Китайский футбол не достигнет этого уровня в ближайшие 50 лет.
Оригинальный текст (англ.)I don’t think they will be able to compete with any of the big European sides. Even if the best players come, I think the football is very different and the fans treat it in a completely different way as well. I don’t think they will get there in 50 years.

В августе Тевес снова травмировал икроножную мышцу и улетел лечиться в Буэнос-Айрес. Болельщики не поверили в травму и придумали Карлосу прозвище — «очень тоскующий по родине мальчик» (кит. 很想家的男孩). Главный тренер «Шанхая» Густаво Пойет до последнего защищал Тевеса. По мнению Пойета, переход Тевеса вовсе не был дорогостоящей ошибкой, а подогрел интерес к китайскому футболу во всём мире.
11 сентября 2017 года Пойета уволили. Новым тренером вместо уругвайца стал местный специалист Ву Цзиньсу. Цзиньсу начал работу с командой с отстранения двух звёзд — хавбека Фредди Гуарина и форварда Карлоса Тевеса. Он заявил, что им не место на поле, пока они не сбросят лишний вес и не наберут форму. В декабре игроки китайской команды вышли из отпуска, однако Карлоса среди них не оказалось. Позже стало известно, что клуб разрешил аргентинцу присоединиться к команде 4 января уже в Испании, где она будет проводить месячные предсезонные сборы. 5 января 2018 года Тевес расторг контракт с «Шанхай Шэньхуа».

### Возвращение в «Бока Хуниорс» (2018—2021)
6 января 2018 года Тевес вернулся в «Бока Хуниорс». Его соглашение рассчитано до конца 2019 года. Уже в этот же день он приступил к тренировкам с клубом.

## Карьера в сборной
Тевес начал выступать за молодёжную сборную Аргентины с 2001 года. В 2003 году он выиграл вместе с ней чемпионат Южной Америки. Однако его наиболее громкие достижения пришлись на следующий год, когда он не только одержал победу в составе своей сборной на Олимпийских играх 2004 года, но и стал лучшим бомбардиром турнира, забив 8 голов в 6 матчах. Всего за молодёжные сборные (от 17 до 23 лет) Тевес провёл 36 матчей и забил 12 мячей.
Дебют Тевеса за основную сборную состоялся 30 марта 2004 года в матче отборочного турнира чемпионата мира 2006 года против сборной Эквадора. Сборная Аргентины благополучно прошла квалификацию и получила путёвку в финальную стадию турнира. 16 июня 2006 года Тевес вышел на замену в игре против сборной Сербии и Черногории. Аргентинцы легко разгромили соперника со счётом 6:0, при этом Тевес забил гол и сделал голевую передачу на Лионеля Месси. 21 июня в игре со сборной Голландии Тевес вышел на поле в стартовом составе. Несмотря на то, что его команде (впрочем, как и голландцам) не удалось забить ни одного гола, он был признан лучшим игроком матча. Тевес принял участие ещё в двух матчах чемпионата, однако сборная Аргентины досрочно покинула турнир на стадии четвертьфинала, проиграв в серии пенальти Германии.
После чемпионата мира 2006 года карьера Тевеса в сборной Аргентины пошла на спад. Несмотря на то, что во время отборочного этапа чемпионата мира 2010 года Тевес регулярно вызывался в сборную, ему удалось забить лишь однажды, в матче против сборной Венесуэлы. Кроме того, по ходу отборочного турнира Тевес сделал 2 голевые передачи и дважды удалялся с поля за неспортивное поведение и грубую игру.
Чтобы подойти к мундиалю в ЮАР в оптимальной физической форме, футболист нанимал профессионального диетолога и личного тренера. В итоге Тевес добился места в основном составе сборной, принял участие в четырёх играх Чемпионата мира и забил 2 гола в матче 1/8 финала против сборной Мексики.
После неудачного для аргентинцев Кубка Америки 2011 Тевес перестал попадать в состав сборной, и, несмотря на хорошую форму, пропустил чемпионат мира в Бразилии. Под знамёна «альбисилесты» Карлос вернулся лишь три года спустя, получив вызов на товарищеские матчи со сборными Хорватии и Португалии.
Матчи Тевеса за основную сборную Аргентины
| Матчи Тевеса за основную сборную Аргентины | Матчи Тевеса за основную сборную Аргентины | Матчи Тевеса за основную сборную Аргентины | Матчи Тевеса за основную сборную Аргентины | Матчи Тевеса за основную сборную Аргентины | Матчи Тевеса за основную сборную Аргентины | Матчи Тевеса за основную сборную Аргентины |
| №                                          | Дата                                       | Оппонент                                   | Счёт                                       | Голы Тевеса                                | Соревнование                               |                                            |
| ------------------------------------------ | ------------------------------------------ | ------------------------------------------ | ------------------------------------------ | ------------------------------------------ | ------------------------------------------ | ------------------------------------------ |
| 1                                          | 30 марта 2004                              | Эквадор                                    | 1:0                                        | -                                          | Отборочные матчи ЧМ-2006                   |                                            |
| 2                                          | 6 июня 2004                                | Парагвай                                   | 1:0                                        | -                                          | Отборочные матчи ЧМ-2006                   |                                            |
| 3                                          | 7 июля 2004                                | Эквадор                                    | 6:1                                        | -                                          | Кубок Америки 2004                         |                                            |
| 4                                          | 10 июля 2004                               | Мексика                                    | 0:1                                        | -                                          | Кубок Америки 2004                         |                                            |
| 5                                          | 13 июля 2004                               | Уругвай                                    | 4:2                                        | -                                          | Кубок Америки 2004                         |                                            |
| 6                                          | 17 июля 2004                               | Перу                                       | 1:0                                        | 1                                          | Кубок Америки 2004                         |                                            |
| 7                                          | 20 июля 2004                               | Колумбия                                   | 3:0                                        | 1                                          | Кубок Америки 2004                         |                                            |
| 8                                          | 25 июля 2004                               | Бразилия                                   | 2:2                                        | -                                          | Кубок Америки 2004                         |                                            |
| 9                                          | 4 сентября 2004                            | Перу                                       | 3:1                                        | -                                          | Отборочные матчи ЧМ-2006                   |                                            |
| 10                                         | 13 октября 2004                            | Чили                                       | 0:0                                        | -                                          | Отборочные матчи ЧМ-2006                   |                                            |
| 11                                         | 4 июня 2005                                | Эквадор                                    | 0:2                                        | -                                          | Отборочные матчи ЧМ-2006                   |                                            |
| 12                                         | 8 июня 2005                                | Бразилия                                   | 3:1                                        | -                                          | Отборочные матчи ЧМ-2006                   |                                            |
| 13                                         | 15 июня 2005                               | Тунис                                      | 2:1                                        | -                                          | Кубок конфедераций 2005                    |                                            |
| 14                                         | 21 июня 2005                               | Германия                                   | 2:2                                        | -                                          | Кубок конфедераций 2005                    |                                            |
| 15                                         | 29 июня 2005                               | Бразилия                                   | 1:4                                        | -                                          | Кубок конфедераций 2005                    |                                            |
| 16                                         | 9 октября 2005                             | Перу                                       | 2:0                                        | -                                          | Отборочные матчи ЧМ-2006                   |                                            |
| 17                                         | 12 октября 2005                            | Уругвай                                    | 0:1                                        | -                                          | Отборочные матчи ЧМ-2006                   |                                            |
| 18                                         | 12 ноября 2005                             | Англия                                     | 2:3                                        | -                                          | Отборочные матчи ЧМ-2006                   |                                            |
| 19                                         | 16 ноября 2005                             | Катар                                      | 3:0                                        | -                                          | Товарищеский матч                          |                                            |
| 20                                         | 1 марта 2006                               | Хорватия                                   | 2:3                                        | 1                                          | Товарищеский матч                          |                                            |
| 21                                         | 30 мая 2006                                | Ангола                                     | 2:0                                        | -                                          | Товарищеский матч                          |                                            |
| 22                                         | 16 июня 2006                               | Сербия и Черногория                        | 6:0                                        | 1                                          | Финальные матчи ЧМ-2006                    |                                            |
| 23                                         | 21 июня 2006                               | Нидерланды                                 | 0:0                                        | -                                          | Финальные матчи ЧМ-2006                    |                                            |
| 24                                         | 24 июня 2006                               | Мексика                                    | 2:1                                        | -                                          | Финальные матчи ЧМ-2006                    |                                            |
| 25                                         | 30 июня 2006                               | Германия                                   | 1:1                                        | -                                          | Финальные матчи ЧМ-2006                    |                                            |
| 26                                         | 3 сентября 2006                            | Бразилия                                   | 0:3                                        | -                                          | Товарищеский матч                          |                                            |
| 27                                         | 11 октября 2006                            | Испания                                    | 1:2                                        | -                                          | Товарищеский матч                          |                                            |
| 28                                         | 2 июня 2007                                | Швейцария                                  | 1:1                                        | 1                                          | Товарищеский матч                          |                                            |
| 29                                         | 5 июня 2007                                | Алжир                                      | 4:3                                        | 1                                          | Товарищеский матч                          |                                            |
| 30                                         | 28 июня 2007                               | США                                        | 4:1                                        | 1                                          | Кубок Америки 2007                         |                                            |
| 31                                         | 2 июля 2007                                | Колумбия                                   | 4:2                                        | -                                          | Кубок Америки 2007                         |                                            |
| 32                                         | 5 июля 2007                                | Парагвай                                   | 1:0                                        | -                                          | Кубок Америки 2007                         |                                            |
| 33                                         | 8 июля 2007                                | Перу                                       | 4:0                                        | -                                          | Кубок Америки 2007                         |                                            |
| 34                                         | 11 июля 2007                               | Мексика                                    | 3:0                                        | -                                          | Кубок Америки 2007                         |                                            |
| 35                                         | 15 июля 2007                               | Бразилия                                   | 0:3                                        | -                                          | Кубок Америки 2007                         |                                            |
| 36                                         | 11 сентября 2007                           | Австралия                                  | 1:0                                        | -                                          | Товарищеский матч                          |                                            |
| 37                                         | 13 октября 2007                            | Чили                                       | 2:0                                        | -                                          | Отборочные матчи ЧМ-2010                   |                                            |
| 38                                         | 16 октября 2007                            | Венесуэла                                  | 2:0                                        | -                                          | Отборочные матчи ЧМ-2010                   |                                            |
| 39                                         | 17 ноября 2007                             | Боливия                                    | 3:0                                        | -                                          | Отборочные матчи ЧМ-2010                   |                                            |
| 40                                         | 20 ноября 2007                             | Колумбия                                   | 1:2                                        | -                                          | Отборочные матчи ЧМ-2010                   |                                            |
| 41                                         | 20 августа 2008                            | Беларусь                                   | 0:0                                        | -                                          | Товарищеский матч                          |                                            |
| 42                                         | 6 сентября 2008                            | Парагвай                                   | 1:1                                        | -                                          | Отборочные матчи ЧМ-2010                   |                                            |
| 43                                         | 11 октября 2008                            | Уругвай                                    | 2:1                                        | -                                          | Отборочные матчи ЧМ-2010                   |                                            |
| 44                                         | 19 ноября 2008                             | Шотландия                                  | 1:0                                        | -                                          | Товарищеский матч                          |                                            |
| 45                                         | 11 февраля 2009                            | Франция                                    | 2:0                                        | -                                          | Товарищеский матч                          |                                            |
| 46                                         | 28 марта 2009                              | Венесуэла                                  | 4:0                                        | 1                                          | Отборочные матчи ЧМ-2010                   |                                            |
| 47                                         | 1 апреля 2009                              | Боливия                                    | 1:6                                        | -                                          | Отборочные матчи ЧМ-2010                   |                                            |
| 48                                         | 6 июня 2009                                | Колумбия                                   | 1:0                                        | -                                          | Отборочные матчи ЧМ-2010                   |                                            |
| 49                                         | 10 июня 2009                               | Эквадор                                    | 0:2                                        | -                                          | Отборочные матчи ЧМ-2010                   |                                            |
| 50                                         | 5 сентября 2009                            | Бразилия                                   | 1:3                                        | -                                          | Отборочные матчи ЧМ-2010                   |                                            |
| 51                                         | 14 октября 2009                            | Уругвай                                    | 1:0                                        | -                                          | Отборочные матчи ЧМ-2010                   |                                            |
| 52                                         | 14 ноября 2009                             | Испания                                    | 1:2                                        | -                                          | Товарищеский матч                          |                                            |
| 53                                         | 3 марта 2010                               | Германия                                   | 1:0                                        | -                                          | Товарищеский матч                          |                                            |
| 54                                         | 24 мая 2010                                | Канада                                     | 5:0                                        | 1                                          | Товарищеский матч                          |                                            |
| 55                                         | 12 июня 2010                               | Нигерия                                    | 1:0                                        | -                                          | Финальные матчи ЧМ-2010                    |                                            |
| 56                                         | 17 июня 2010                               | Республика Корея                           | 4:1                                        | -                                          | Финальные матчи ЧМ-2010                    |                                            |
| 57                                         | 27 июня 2010                               | Мексика                                    | 3:1                                        | 2                                          | Финальные матчи ЧМ-2010                    |                                            |
| 58                                         | 3 июля 2010                                | Германия                                   | 0:4                                        | -                                          | Финальные матчи ЧМ-2010                    |                                            |
| 59                                         | 7 сентября 2010                            | Испания                                    | 4:1                                        | 1                                          | Товарищеский матч                          |                                            |
| 60                                         | 8 октября 2010                             | Япония                                     | 0:1                                        | -                                          | Товарищеский матч                          |                                            |
| 61                                         | 20 июня 2011                               | Албания                                    | 4:0                                        | 1                                          | Товарищеский матч                          |                                            |
| 62                                         | 1 июля 2011                                | Боливия                                    | 1:1                                        | -                                          | Кубок Америки 2011                         |                                            |
| 63                                         | 7 июля 2011                                | Колумбия                                   | 0:0                                        | -                                          | Кубок Америки 2011                         |                                            |
| 64                                         | 17 июля 2011                               | Уругвай                                    | 1:1                                        | -                                          | Кубок Америки 2011                         |                                            |
| 65                                         | 12 ноября 2014                             | Хорватия                                   | 2:1                                        | -                                          | Товарищеский матч                          |                                            |
| 66                                         | 18 ноября 2014                             | Португалия                                 | 0:1                                        | -                                          | Товарищеский матч                          |                                            |
| 67                                         | 28 марта 2015                              | Сальвадор                                  | 2:0                                        | -                                          | Товарищеский матч                          |                                            |
| 68                                         | 1 апреля 2015                              | Эквадор                                    | 2:1                                        | -                                          | Товарищеский матч                          |                                            |

Итого: 68 матчей / 13 голов; 39 побед, 12 ничьих, 17 поражений.
Матчи Тевеса за сборную Аргентины (до 17 лет)
| Матчи Тевеса за сборную Аргентины (до 17) | Матчи Тевеса за сборную Аргентины (до 17) | Матчи Тевеса за сборную Аргентины (до 17) | Матчи Тевеса за сборную Аргентины (до 17) | Матчи Тевеса за сборную Аргентины (до 17) | Матчи Тевеса за сборную Аргентины (до 17) | Матчи Тевеса за сборную Аргентины (до 17) |
| №                                         | Дата                                      | Оппонент                                  | Счёт                                      | Голы Тевеса                               | Соревнование                              |                                           |
| ----------------------------------------- | ----------------------------------------- | ----------------------------------------- | ----------------------------------------- | ----------------------------------------- | ----------------------------------------- | ----------------------------------------- |
| 1                                         | 2 марта 2001                              | Перу                                      | 1:1                                       | -                                         | Чемпионат Южной Америки 2001              |                                           |
| 2                                         | 4 марта 2001                              | Эквадор                                   | 2:0                                       | -                                         | Чемпионат Южной Америки 2001              |                                           |
| 3                                         | 6 марта 2001                              | Уругвай                                   | 2:1                                       | 1                                         | Чемпионат Южной Америки 2001              |                                           |
| 4                                         | 10 марта 2001                             | Венесуэла                                 | 1:2                                       | -                                         | Чемпионат Южной Америки 2001              |                                           |
| 5                                         | 14 марта 2001                             | Парагвай                                  | 3:2                                       | -                                         | Чемпионат Южной Америки 2001              |                                           |
| 6                                         | 18 марта 2001                             | Бразилия                                  | 0:2                                       | -                                         | Чемпионат Южной Америки 2001              |                                           |
| 7                                         | 15 сентября 2001                          | Буркина-Фасо                              | 2:2                                       | -                                         | Чемпионат мира 2001                       |                                           |
| 8                                         | 17 сентября 2001                          | Оман                                      | 3:0                                       | 1                                         | Чемпионат мира 2001                       |                                           |
| 9                                         | 20 сентября 2001                          | Испания                                   | 4:2                                       | -                                         | Чемпионат мира 2001                       |                                           |
| 10                                        | 24 сентября 2001                          | Мали                                      | 2:1                                       | -                                         | Чемпионат мира 2001                       |                                           |
| 11                                        | 27 сентября 2001                          | Франция                                   | 1:2                                       | 1                                         | Чемпионат мира 2001                       |                                           |
| 12                                        | 30 сентября 2001                          | Буркина-Фасо                              | 0:2                                       | -                                         | Чемпионат мира 2001                       |                                           |

Итого: 12 матчей / 3 гола; 6 побед, 2 ничьи, 4 поражения.
Матчи Тевеса за сборную Аргентины (до 20 лет)
| Матчи Тевеса за сборную Аргентины (до 20) | Матчи Тевеса за сборную Аргентины (до 20) | Матчи Тевеса за сборную Аргентины (до 20) | Матчи Тевеса за сборную Аргентины (до 20) | Матчи Тевеса за сборную Аргентины (до 20) | Матчи Тевеса за сборную Аргентины (до 20) | Матчи Тевеса за сборную Аргентины (до 20) |
| №                                         | Дата                                      | Оппонент                                  | Счёт                                      | Голы Тевеса                               | Соревнование                              |                                           |
| ----------------------------------------- | ----------------------------------------- | ----------------------------------------- | ----------------------------------------- | ----------------------------------------- | ----------------------------------------- | ----------------------------------------- |
| 1                                         | 16 октября 2002                           | Чили                                      | 1:1                                       | -                                         | Товарищеский матч                         |                                           |
| 2                                         | 23 декабря 2002                           | Боливия                                   | 3:0                                       | -                                         | Товарищеский матч                         |                                           |
| 3                                         | 6 января 2003                             | Колумбия                                  | 2:1                                       | -                                         | Чемпионат Южной Америки 2003              |                                           |
| 4                                         | 8 января 2003                             | Чили                                      | 1:0                                       | -                                         | Чемпионат Южной Америки 2003              |                                           |
| 5                                         | 10 января 2003                            | Венесуэла                                 | 0:1                                       | -                                         | Чемпионат Южной Америки 2003              |                                           |
| 6                                         | 14 января 2003                            | Парагвай                                  | 4:1                                       | -                                         | Чемпионат Южной Америки 2003              |                                           |
| 7                                         | 16 января 2003                            | Уругвай                                   | 1:1                                       | -                                         | Чемпионат Южной Америки 2003              |                                           |
| 8                                         | 20 января 2003                            | Эквадор                                   | 4:0                                       | -                                         | Чемпионат Южной Америки 2003              |                                           |
| 9                                         | 23 января 2003                            | Бразилия                                  | 1:0                                       | -                                         | Чемпионат Южной Америки 2003              |                                           |
| 10                                        | 25 января 2003                            | Парагвай                                  | 1:1                                       | -                                         | Чемпионат Южной Америки 2003              |                                           |
| 11                                        | 28 января 2003                            | Колумбия                                  | 1:0                                       | -                                         | Чемпионат Южной Америки 2003              |                                           |

Итого: 11 матчей / 0 голов; 7 побед, 3 ничьи, 1 поражение.
Матчи Тевеса за олимпийскую сборную Аргентины
| Матчи Тевеса за олимпийскую сборную Аргентины | Матчи Тевеса за олимпийскую сборную Аргентины | Матчи Тевеса за олимпийскую сборную Аргентины | Матчи Тевеса за олимпийскую сборную Аргентины | Матчи Тевеса за олимпийскую сборную Аргентины | Матчи Тевеса за олимпийскую сборную Аргентины | Матчи Тевеса за олимпийскую сборную Аргентины |
| №                                             | Дата                                          | Оппонент                                      | Счёт                                          | Голы Тевеса                                   | Соревнование                                  |                                               |
| --------------------------------------------- | --------------------------------------------- | --------------------------------------------- | --------------------------------------------- | --------------------------------------------- | --------------------------------------------- | --------------------------------------------- |
| 1                                             | 8 января 2004                                 | Перу                                          | 0:0                                           | -                                             | Отборочные матчи ОИ-2004                      |                                               |
| 2                                             | 10 января 2004                                | Боливия                                       | 2:1                                           | 1                                             | Отборочные матчи ОИ-2004                      |                                               |
| 3                                             | 14 января 2004                                | Эквадор                                       | 5:2                                           | -                                             | Отборочные матчи ОИ-2004                      |                                               |
| 4                                             | 16 января 2004                                | Колумбия                                      | 4:2                                           | -                                             | Отборочные матчи ОИ-2004                      |                                               |
| 5                                             | 21 января 2004                                | Бразилия                                      | 1:0                                           | -                                             | Отборочные матчи ОИ-2004                      |                                               |
| 6                                             | 23 января 2004                                | Парагвай                                      | 2:1                                           | -                                             | Отборочные матчи ОИ-2004                      |                                               |
| 7                                             | 25 января 2004                                | Чили                                          | 2:2                                           | -                                             | Отборочные матчи ОИ-2004                      |                                               |
| 8                                             | 11 августа 2004                               | Сербия и Черногория                           | 6:0                                           | 2                                             | Финальные матчи ОИ-2004                       |                                               |
| 9                                             | 14 августа 2004                               | Тунис                                         | 2:0                                           | 1                                             | Финальные матчи ОИ-2004                       |                                               |
| 10                                            | 17 августа 2004                               | Австралия                                     | 1:0                                           | -                                             | Финальные матчи ОИ-2004                       |                                               |
| 11                                            | 21 августа 2004                               | Коста-Рика                                    | 4:0                                           | 3                                             | Финальные матчи ОИ-2004                       |                                               |
| 12                                            | 24 августа 2004                               | Италия                                        | 3:0                                           | 1                                             | Финальные матчи ОИ-2004                       |                                               |
| 13                                            | 28 августа 2004                               | Парагвай                                      | 1:0                                           | 1                                             | Финальные матчи ОИ-2004                       |                                               |

Итого: 13 матчей / 9 голов; 11 побед, 2 ничьи.

## Тренерская карьера
Вскоре после завершения карьеры игрока в 2022 году Тевес получил пост главного тренера клуба «Росарио Сентраль». Проработав с командой 5 месяцев Тевес подал в отставку, команда закончила сезон на 20 позиции в турнирной таблице.
В августе 2023 Тевес стал главным тренером «Индепендьенте», команда завершила сезон на 24 месте, однако контракт Карлоса был продлён до 2026 года. 19 мая 2024 года ушёл в отставку с поста главного тренера после двух туров чемпионата Аргентины, в котором «Индепендьенте» набрал одно очко.

## Вне футбола
Карлос Тевес является лидером и вокалистом фолк-группы «Piola Vago», в которой он выступает вместе со своим братом Диего.
Тевес женат. Его супруга Ванесса Мансиллья забеременела, когда Карлосу было 20 лет. Их отношения были сложными: «Вполне естественно, что 20-летний человек не знает, чего хочет от жизни. Уехав в другую страну, он тут же осознает, насколько сильно любит родину и семью, определяется с жизненными ценностями. Мне было пора повзрослеть. Как только у меня родилась дочь, другой Тевес должен был исчезнуть. Быть отцом — удивительное ощущение. Можно быть очень расстроенным после неудачного матча или травмы, даже испытывать депрессию. Но когда к тебе подбегает дочь и ты обнимаешь её, все неприятные чувства исчезают». Первую дочь назвали Флоренсия, позже родилась вторая — Кати. Тевес уходил от жены, в частности, у него год продолжались отношения с актрисой Брендой Асникар.

## Достижения

### Командные
«Бока Хуниорс»
- Чемпион Аргентины (5): Апертура 2003, 2015, 2016/17, 2017/18, 2019/20
- Обладатель Кубка Аргентины: 2014/15
- Обладатель Кубка Профессиональной лиги: 2020
- Обладатель Суперкубка Аргентины: 2018
- Обладатель Кубка Либертадорес: 2003
- Обладатель Южноамериканского кубка: 2004
- Обладатель Межконтинентального кубка: 2003

«Коринтианс»
- Чемпион Бразилии: 2005

«Манчестер Юнайтед»
- Чемпион Англии (2): 2007/08, 2008/09
- Обладатель Кубка Футбольной лиги: 2009
- Победитель Лиги чемпионов УЕФА: 2008
- Обладатель Суперкубка Англии: 2008
- Победитель Клубного чемпионата мира: 2008

«Манчестер Сити»
- Чемпион Англии: 2011/12
- Обладатель Кубка Англии: 2011
- Обладатель Суперкубка Англии: 2012

«Ювентус»
- Чемпион Италии (2): 2013/14, 2014/15
- Обладатель Кубка Италии: 2015
- Обладатель Суперкубка Италии: 2013
- Финалист Лиги чемпионов УЕФА: 2014/15

Сборная Аргентины
- Олимпийский чемпион: 2004
- Чемпион Южной Америки (U-20): 2003
- Серебряный призёр Кубка конфедераций: 2005
- Серебряный призёр Кубка Америки (2): 2004, 2007

### Личные
- Лучший игрок года в Южной Америке (3): 2003, 2004, 2005
- Лучший игрок года в Аргентине (2): 2003, 2004
- Лучший игрок года в Бразилии: 2005
- Лучший спортсмен года в Аргентине: 2004
- Обладатель премии Globo и КБФ в номинации «Лучший футболист»: 2005
- Лучший бомбардир Кубка Футбольной лиги: 2009/10[64]
- Лучший бомбардир английской Премьер-лиги: 2010/11 (наряду с Димитром Бербатовым)
- Игрок месяца английской Премьер-лиги: декабрь 2009
- Лучший игрок года в «Манчестер Сити» по версии игроков: 2009/10
- Лучший игрок года в «Манчестер Сити» по версии болельщиков: 2009/10
- Лучший игрок года в «Вест Хэм Юнайтед»: 2007
- Лучший игрок месяца в «Манчестер Сити» (2): декабрь 2009, январь 2010
- Игрок месяца по версии болельщиков ПФА: март 2010
- Обладатель «Олимпийской золотой бутсы»: 2004 (8 голов)
- Входит в состав символической сборной года по версии ПФА: 2011
- Лучший игрок месяца в «Ювентусе» (3): сентябрь 2013, октябрь 2013, февраль 2014.
- Лучший игрок года в «Ювентусе»: 2014
- Входит в состав символической сборной года Лиги Европы УЕФА: 2013/14
- Футболист года в Италии по версии Guerin Sportivo (2): 2014, 2015
- Входит в состав символической сборной года Серии А (2): 2014, 2015
- Футболист года в Италии (Игрок сезона Серии А): 2015

### Прочие достижения и рекорды
- 17 октября 2010 года, забив два мяча в ворота «Блэкпула», Карлос Тевес стал самым результативным южноамериканским футболистом в истории английской Премьер-лиги (56 забитых мячей). Предыдущий рекорд принадлежал уругвайскому полузащитнику «Тоттенхэма» и «Челси» Густаво Пойету, забившему в период с 1997 по 2004 год в играх английской Премьер-лиги 54 мяча.

## Статистика выступлений

### Клубная карьера
| Клуб                    | Сезон            | Лига | Лига | Кубки | Кубки | Кубки КОНМЕБОЛ / УЕФА / АФК | Кубки КОНМЕБОЛ / УЕФА / АФК | Прочие | Прочие | Итого | Итого |
| Клуб                    | Сезон            | Игры | Голы | Игры  | Голы  | Игры                        | Голы                        | Игры   | Голы   | Игры  | Голы  |
| ----------------------- | ---------------- | ---- | ---- | ----- | ----- | --------------------------- | --------------------------- | ------ | ------ | ----- | ----- |
| Бока Хуниорс            | 2001/02          | 11   | 1    | -     | -     | 4                           | 1                           | 0      | 0      | 15    | 2     |
| Бока Хуниорс            | 2002/03          | 32   | 11   | -     | -     | 9                           | 5                           | 0      | 0      | 41    | 16    |
| Бока Хуниорс            | 2003/04          | 23   | 12   | -     | -     | 14                          | 3                           | 1      | 0      | 38    | 15    |
| Бока Хуниорс            | 2004/05          | 9    | 2    | -     | -     | 6                           | 2                           | 1      | 1      | 16    | 5     |
| Бока Хуниорс            | Итого            | 75   | 26   | 0     | 0     | 33                          | 11                          | 2      | 1      | 110   | 38    |
| Коринтианс              | 2005             | 42   | 27   | 6     | 4     | 4                           | 0                           | 0      | 0      | 52    | 31    |
| Коринтианс              | 2006             | 16   | 11   | 0     | 0     | 8                           | 4                           | 0      | 0      | 24    | 15    |
| Коринтианс              | Итого            | 58   | 38   | 6     | 4     | 12                          | 4                           | 0      | 0      | 76    | 46    |
| Вест Хэм Юнайтед        | 2006/07          | 26   | 7    | 1     | 0     | 2                           | 0                           | 0      | 0      | 29    | 7     |
| Вест Хэм Юнайтед        | Итого            | 26   | 7    | 1     | 0     | 2                           | 0                           | 0      | 0      | 29    | 7     |
| Манчестер Юнайтед       | 2007/08          | 34   | 14   | 2     | 1     | 12                          | 4                           | 0      | 0      | 48    | 19    |
| Манчестер Юнайтед       | 2008/09          | 29   | 5    | 9     | 8     | 9                           | 2                           | 4      | 0      | 51    | 15    |
| Манчестер Юнайтед       | Итого            | 63   | 19   | 11    | 9     | 21                          | 6                           | 4      | 0      | 99    | 34    |
| Манчестер Сити          | 2009/10          | 35   | 23   | 7     | 6     | 0                           | 0                           | 0      | 0      | 42    | 29    |
| Манчестер Сити          | 2010/11          | 31   | 20   | 6     | 3     | 7                           | 0                           | 0      | 0      | 44    | 23    |
| Манчестер Сити          | 2011/12          | 13   | 4    | 1     | 0     | 1                           | 0                           | 0      | 0      | 15    | 4     |
| Манчестер Сити          | 2012/13          | 34   | 11   | 7     | 5     | 5                           | 0                           | 1      | 1      | 47    | 17    |
| Манчестер Сити          | Итого            | 113  | 58   | 21    | 14    | 13                          | 0                           | 1      | 1      | 148   | 73    |
| Ювентус                 | 2013/14          | 34   | 19   | 1     | 0     | 12                          | 1                           | 1      | 1      | 48    | 21    |
| Ювентус                 | 2014/15          | 32   | 20   | 2     | 0     | 13                          | 7                           | 1      | 2      | 48    | 29    |
| Ювентус                 | Итого            | 66   | 39   | 3     | 0     | 25                          | 8                           | 2      | 3      | 96    | 50    |
| Бока Хуниорс            | 2015             | 12   | 5    | -     | -     | 0                           | 0                           | 0      | 0      | 12    | 5     |
| Бока Хуниорс            | 2016             | 11   | 4    | -     | -     | 12                          | 5                           | 0      | 0      | 23    | 9     |
| Бока Хуниорс            | 2016/17          | 11   | 5    | -     | -     | 0                           | 0                           | 0      | 0      | 11    | 5     |
| Бока Хуниорс            | Итого            | 34   | 14   | 0     | 0     | 12                          | 5                           | 0      | 0      | 46    | 19    |
| Шанхай Гринлэнд Шеньхуа | 2017             | 16   | 4    | 3     | 0     | 1                           | 0                           | 0      | 0      | 20    | 4     |
| Шанхай Гринлэнд Шеньхуа | Итого            | 16   | 4    | 3     | 0     | 1                           | 0                           | 0      | 0      | 20    | 4     |
| Бока Хуниорс            | 2017/18          | 10   | 3    | 3     | 1     | 10                          | 3                           | 1      | 0      | 24    | 7     |
| Бока Хуниорс            | 2018/19          | 21   | 5    | 7     | 0     | 9                           | 1                           | 1      | 0      | 38    | 6     |
| Бока Хуниорс            | 2019/20          | 20   | 11   | 3     | 0     | 11                          | 3                           | 0      | 0      | 34    | 14    |
| Бока Хуниорс            | 2021             | 12   | 3    | 0     | 0     | 5                           | 1                           | 0      | 0      | 17    | 4     |
| Бока Хуниорс            | Итого            | 63   | 22   | 13    | 1     | 35                          | 8                           | 2      | 0      | 113   | 31    |
| Всего за карьеру        | Всего за карьеру | 514  | 227  | 58    | 28    | 154                         | 42                          | 11     | 5      | 737   | 302   |

(откорректировано по состоянию на 31 мая 2021 года)

### Выступления за сборную
| Сборная          | Год              | Отборочные матчи ЧМ | Отборочные матчи ЧМ | Финальные матчи ЧМ | Финальные матчи ЧМ | Кубок Америки | Кубок Америки | Кубок конфедераций | Кубок конфедераций | Товарищеские матчи | Товарищеские матчи | Итого | Итого |
| Сборная          | Год              | Игры                | Голы                | Игры               | Голы               | Игры          | Голы          | Игры               | Голы               | Игры               | Голы               | Игры  | Голы  |
| ---------------- | ---------------- | ------------------- | ------------------- | ------------------ | ------------------ | ------------- | ------------- | ------------------ | ------------------ | ------------------ | ------------------ | ----- | ----- |
| Аргентина        | 2004             | 4                   | 0                   | -                  | -                  | 6             | 2             | -                  | -                  | 0                  | 0                  | 10    | 2     |
| Аргентина        | 2005             | 4                   | 0                   | -                  | -                  | -             | -             | 3                  | 0                  | 2                  | 0                  | 9     | 0     |
| Аргентина        | 2006             | -                   | -                   | 4                  | 1                  | -             | -             | -                  | -                  | 4                  | 1                  | 8     | 2     |
| Аргентина        | 2007             | 4                   | 0                   | -                  | -                  | 6             | 1             | -                  | -                  | 3                  | 2                  | 13    | 3     |
| Аргентина        | 2008             | 2                   | 0                   | -                  | -                  | -             | -             | -                  | -                  | 2                  | 0                  | 4     | 0     |
| Аргентина        | 2009             | 6                   | 1                   | -                  | -                  | -             | -             | -                  | -                  | 2                  | 0                  | 8     | 1     |
| Аргентина        | 2010             | -                   | -                   | 4                  | 2                  | -             | -             | -                  | -                  | 4                  | 2                  | 8     | 4     |
| Аргентина        | 2011             | -                   | -                   | -                  | -                  | 3             | 0             | -                  | -                  | 1                  | 1                  | 4     | 1     |
| Аргентина        | 2012             | -                   | -                   | -                  | -                  | -             | -             | -                  | -                  | -                  | -                  | 0     | 0     |
| Аргентина        | 2013             | -                   | -                   | -                  | -                  | -             | -             | -                  | -                  | -                  | -                  | 0     | 0     |
| Аргентина        | 2014             | -                   | -                   | -                  | -                  | -             | -             | -                  | -                  | 2                  | 0                  | 2     | 0     |
| Аргентина        | 2015             | 2                   | 0                   | -                  | -                  | 4             | 0             | -                  | -                  | 4                  | 0                  | 10    | 0     |
| Всего за карьеру | Всего за карьеру | 22                  | 1                   | 8                  | 3                  | 19            | 3             | 3                  | 0                  | 24                 | 6                  | 76    | 13    |